# كلادينة حاملة الخيوط
كلادينة حاملة الخيوط (الاسم العلمي:Caladenia filifera) هي نوع من النباتات تتبع جنس الكلادينة من الفصيلة السحلبية.